# エプソムソルト
エプソムソルトとはエプソム塩（エプソムえん）とも呼ばれるが、成分名は「硫酸マグネシウム (magnesium sulfate)」のことである。化学式は MgSO4 で示される、硫酸とマグネシウムの無機化合物である。塩（えん）の名が付いているが、硫酸マグネシウムの純粋な結晶であり、食塩（しお、塩化ナトリウム）は含んでいない。15世紀 - 16世紀にイングランドのエプソムという場所で発見され、見た目が白く食塩に似ていたためにその名が付いたと言われている。

## 用途
エプソムソルトは欧米では多くの家庭に普及しており、一般的にバスソルトとして使用されている。その他、医薬品や植物の肥料としても用途がある。バスソルトには天然の食塩を成分としたものもあるが、エプソムソルトは食塩を含まず、無色・無臭のマグネシウムの結晶で、水に溶けやすい性質を持つ。市販されている入浴剤の成分に含まれているものもある。
水に溶かしたエプソムソルトとオリーブオイルを数回に分けて飲むと、肝臓内の毒素が体外に排出され、肝臓が洗浄されるとする民間療法(レバーフラッシュ)が存在する。しかし医学的には誤りで、硫酸マグネシウムを大量に摂取する事で下痢を起こしているだけで、便中に見いだされる「排出された結石」とされるものについては摂取したオリーブオイルが固まって排出されるためである。

## 効果
硫酸マグネシウムを入れて入浴することで皮膚から吸収できるとされている。
あくまで入浴剤であり、直接口から摂取するのは胃腸への刺激が強すぎるために避けたほうが良い。